# Brown Institute

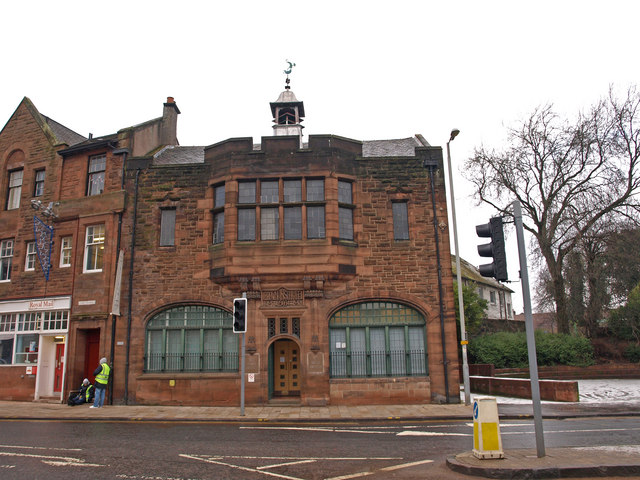
Brown Institute

Das Brown Institute ist ein Gebäude in der schottischen Stadt Renfrew in der Council Area Renfrewshire. 1994 wurde das Bauwerk in die schottischen Denkmallisten in die Denkmalkategorie B aufgenommen.

## Geschichte
Der Provost Andrew Brown ließ das Gebäude im Jahre 1903 errichten. Es beherbergte zunächst eine Bibliothek, einen Lese- und einen Billardraum. Später war ein Museum im Brown Institute untergebracht. 2012 wurde das Gebäude in das Register gefährdeter denkmalgeschützter Bauwerke in Schottland aufgenommen. Sein Zustand wird jedoch als gut bei geringer Gefährdung eingestuft. Zwischenzeitlich wurde der Eintrag gelöscht, was regelmäßig auf eine erfolgreiche Restaurierung hindeutet. 2012 stand das Gebäude leer und wurde zum Verkauf angeboten, um eine Weiternutzung zu ermöglichen.

## Beschreibung
Das Brown Institute liegt im Norden der Stadt an der Canal Street (A741). Es wurde nach einem Entwurf des Architekten Alexander McGibbon erbaut. Das Mauerwerk des zweistöckigen Gebäudes besteht aus bossiertem Bruchstein vom roten Sandstein. Die Gebäudekanten und -öffnungen sind mit Quaderstein abgesetzt. Die ostexponierte Frontseite ist symmetrisch aufgebaut. Mittig befindet sich der Eingang in einem Rundbogen mit Kämpferfenster. Darüber sind der Gebäudename und das Baujahr in einer aufwändig gestalteten Plakette zu lesen. Blendpfeiler flankieren die Türe und tragen den auskragenden Erker. Dieser schließt auf Traufhöhe mit einer Zinnenbewehrung. Beiderseits des Eingangs sind breite Fensterflächen in flachen Rundbogenöffnungen angeordnet. Auf dem schiefergedeckten Satteldach sitzt eine kleine Jugendstil-Kuppel auf.